# Graf Zeppelin (porte-avions)
Pour les articles homonymes, voir Graf Zeppelin.
Le Graf Zeppelin était un porte-avions de la marine de guerre allemande. Il était le seul porte-avions de l'Allemagne durant la Seconde Guerre mondiale et le premier des deux navires prévus de la Classe Graf Zeppelin.
Sa construction fut commandée le 16 novembre 1935 et débuta le 28 décembre 1936, au chantier Deutsche Werke de Kiel. Mis à la mer le 8 décembre 1938, il ne fut jamais entièrement achevé ni mis en service actif et ne participa donc pas aux combats.

## Planification et construction

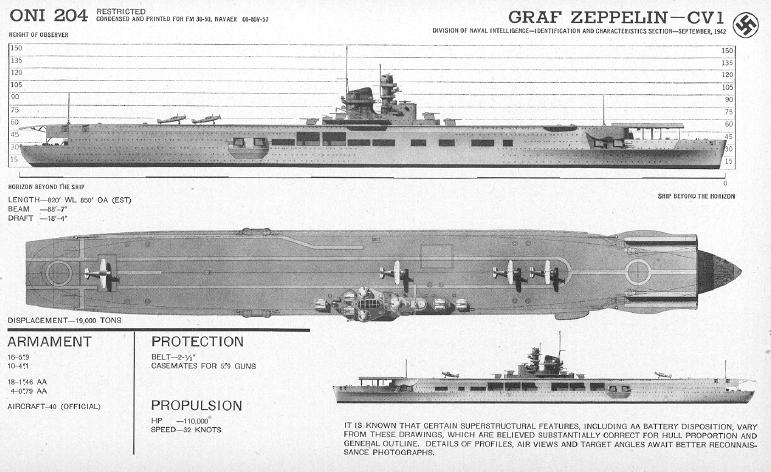
Dessins issus d'un livret américain. Les données ne correspondent pas toutes à la réalité du navire.

En 1935, Adolf Hitler annonça que l'Allemagne construirait des porte-avions afin de renforcer la Kriegsmarine.
La construction de deux porte-avions débuta l'année suivante. Ce modèle de porte-avions était copié sur les modèles britanniques, américains et japonais. En 1935, des techniciens allemands passèrent deux mois sur le navire japonais Akagi afin d'en examiner les caractéristiques techniques. Le Graf Zeppelin avait un pont de vol droit, l'îlot sur le côté droit, trois élévateurs et deux catapultes. Dans le projet initial, le pont d'envol ne s'étendait pas jusqu'à la proue, comme sur l’Akagi, mais il fut allongé par la suite.
Deux ans plus tard, l'amiral en chef Erich Raeder présenta un ambitieux programme de construction navale baptisé le plan Z, selon lequel quatre porte-avions devaient être construits pour 1945. En 1939, il révisa le plan, réduisant ce nombre à deux.

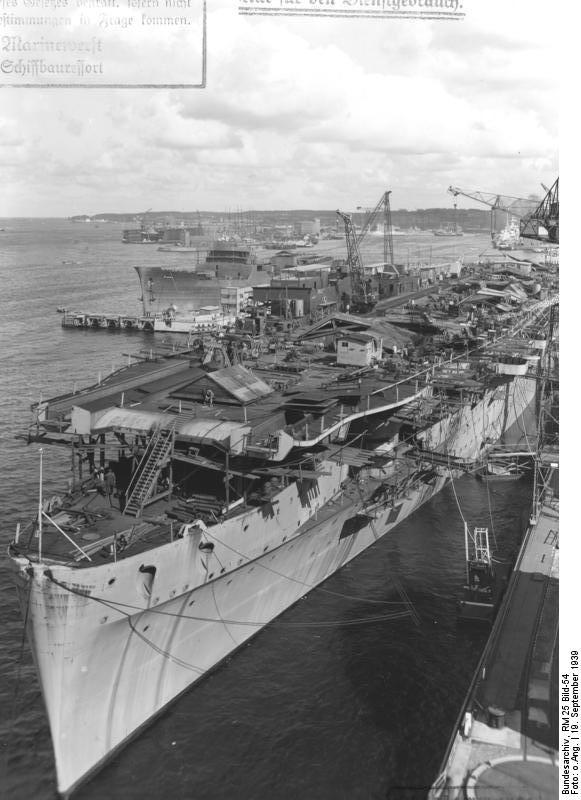
Le navire en construction le 19 septembre 1939.

La marine allemande a toujours maintenu une politique de ne pas attribuer de nom à un bateau avant qu'il ne soit mis à la mer. Le premier porte-avions allemand, désigné Flugzeugträger A (« porte-avions A ») durant sa construction, fut baptisé Graf Zeppelin lors de sa mise à la mer en 1938. Il fut ainsi nommé en l'honneur du comte (Graf) Ferdinand von Zeppelin (tout comme d'ailleurs le fameux aérostat LZ 127 Graf Zeppelin). Le deuxième porte-avions, qui ne fut jamais mis à la mer, avait comme nom de projet Flugzeugträger B, mais, s'il avait été terminé, il aurait été baptisé le Peter Strasser. Cependant ce nom ne fut jamais confirmé.
L'examen des comptes rendus des conversations d'Hitler au sujet des affaires de la marine allemande révèle la diminution de son intérêt envers les porte-avions. Le maréchal Hermann Göring, commandant en chef de la Luftwaffe (l'aviation de guerre allemande), se montrait réfractaire à l'égard de tout ce qui risquait d'empiéter sur son autorité en tant que chef des forces aériennes du pays et il utilisait toutes les occasions de contrecarrer les projets de Raeder. Au sein même de la marine, Raeder se trouvait confronté à l'opposition de l'amiral Karl Dönitz, le commandant de la flotte de sous-marins.

## 1940–1945

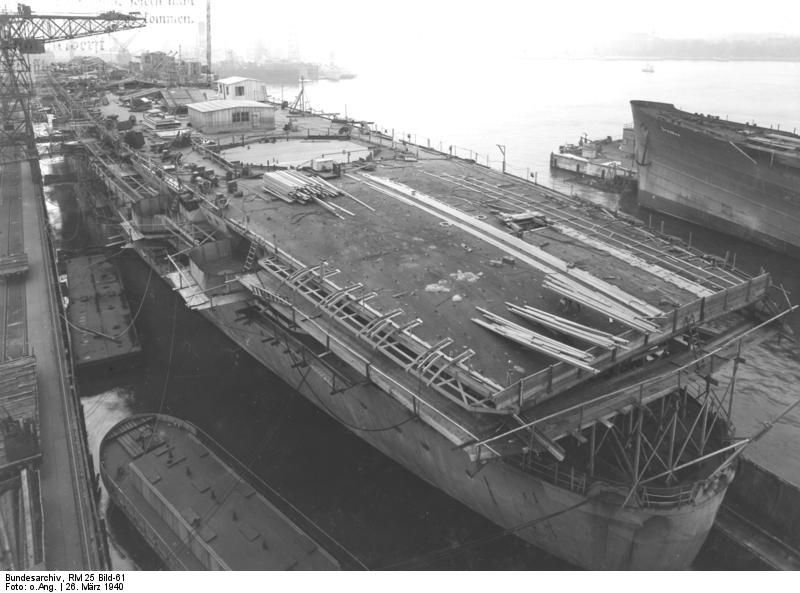
Le Graf Zeppelin le 26 mars 1940.

La construction fit face à des difficultés dès le départ. La construction du Flugzeugträger B fut abandonnée en 1940 et il fut démantelé. Une insuffisance en main-d'œuvre et en matériel nuisit à la construction du Graf Zeppelin.
En mai 1941, Raeder se montrait toutefois toujours optimiste à propos du projet et informa Hitler que le Graf Zeppelin, qui était alors achevé à environ 85 %, serait entièrement terminé dans environ un an et qu'une année supplémentaire serait requise pour effectuer les essais en mer et l'entraînement de vol.
Cependant, les affrontements entre l'amiral Raeder et Göring devenaient de plus en plus intenses. Göring montra son peu de considération pour les forces aéronavales en informant Hitler et Raeder que les avions qui avaient été commandés pour le Graf Zeppelin ne pourraient pas être disponibles avant la fin de 1944. Les tactiques dilatoires de Göring portaient leurs fruits.
À l'instance de Raeder, Hitler ordonna à Göring de fournir des avions au porte-avions et, à la suite de cet ordre, le maréchal de l'air proposa un bombardier-torpilleur embarqué, le Fieseler Fi 167, et des versions modifiées des avions Junkers Ju 87B et Messerschmitt Bf 109E-3, lesquels à ce moment étaient en train d'être retirés des escadrons de première ligne de la Luftwaffe. Raeder n'était guère satisfait de cette solution, mais, à défaut d'alternative, il dut l'accepter, de même que l'exigence de Göring que le personnel aérien demeurerait sous le commandement de la Luftwaffe. Cela entraîna un délai supplémentaire dans la construction du porte-avions, car les installations du pont d'envol durent être changées. Plus tard en 1942, les projets concernant les avions de l'aéronavale inclurent des Me 155 V2 et des Ju 87E (version D, aéronavale). Aucun des Ju 87E ne fut toutefois achevé.
En 1943, Hitler était devenu mécontent de sa marine. Raeder, à sa propre demande, fut relevé de ses fonctions et Dönitz, l'amiral de la flotte sous-marine, le remplaça comme commandant en chef de la marine. La construction du porte-avions, qui était achevée à 95 %, fut arrêtée complètement. Tout l'armement en fut retiré et fut transféré aux batteries côtières de Norvège.
Peu avant la fin de la Deuxième Guerre mondiale, le porte-avions presque terminé fut sabordé en eaux peu profondes à Stettin (maintenant Szczecin, en Pologne), le 25 avril 1945, juste avant que l'Armée rouge ne prenne la ville.

## Après la guerre

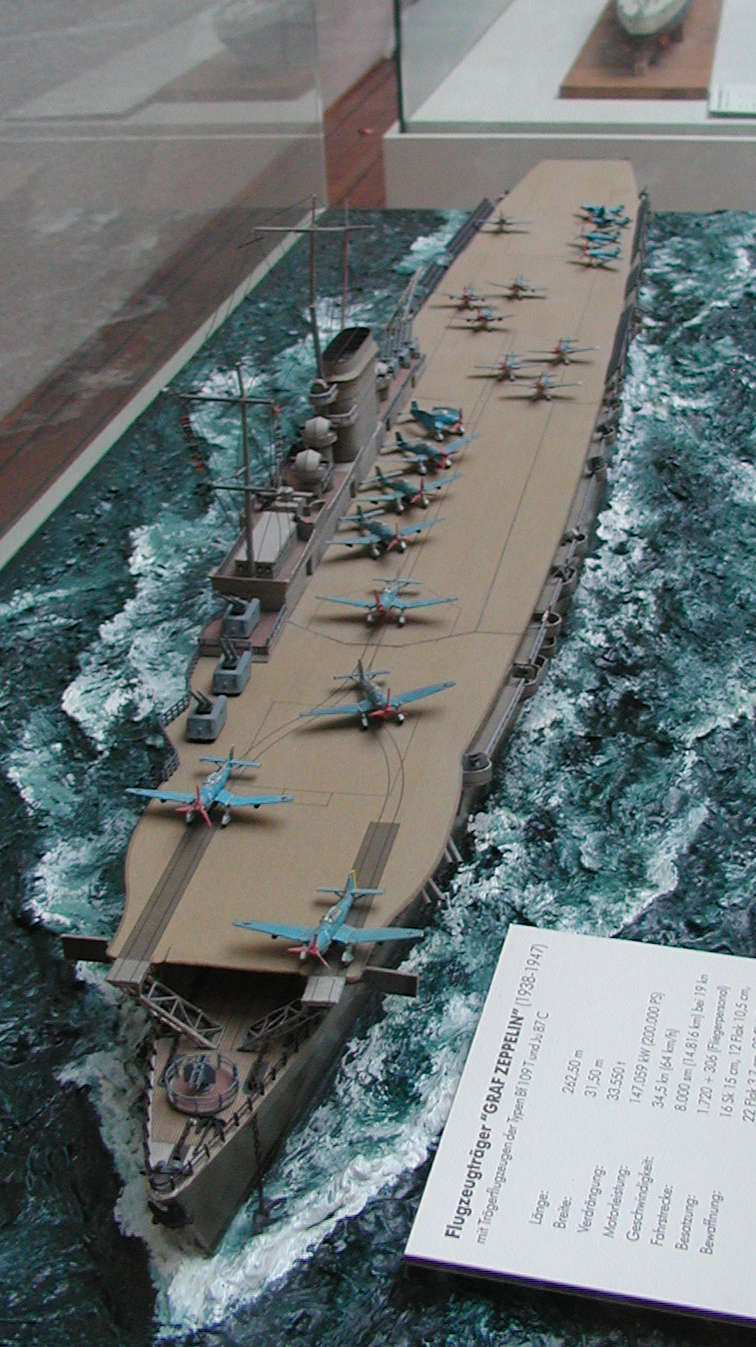
Une maquette du Graf Zeppelin.

Après la guerre, selon les termes de la Commission alliée tripartite, un navire « de catégorie C » (endommagé ou sabordé) aurait dû être détruit ou coulé en eaux profondes au plus tard le 15 août 1946. Cependant, les Soviétiques décidèrent de réparer le porte-avions endommagé. Il fut renfloué en mars 1946. La dernière photographie connue du Graf Zeppelin le montre lorsqu'il quitta Świnoujście (Swinemünde jusqu'en 1945) le 7 avril 1947 en direction de Léningrad (aujourd'hui Saint-Pétersbourg). La photographie montre que le pont est chargé de divers contenants et matériaux de construction, d'où la supposition que le navire fut probablement utilisé pour transporter de l'équipement industriel depuis la Pologne et l'Allemagne vers l'Union soviétique.
Les archives soviétiques révèlent ce qu'il est ensuite advenu du Graf Zeppelin. Après avoir été remorqué à Léningrad, il fut désigné en tant que PO-101 (base flottante numéro 101). Les Soviétiques espéraient que le porte-avions pourrait être réparé aux chantiers navals de Léningrad (ceux de Szczecin avaient été détruits). Lorsque cette solution se révéla impraticable, le navire fut remorqué en mer vers la côte polonaise. À cet endroit, le 16 août 1947, il servit de navire cible pour la marine soviétique, ainsi qu'à l'aviation. Le fait de couler le porte-avions lors de cet exercice allait donc permettre de se conformer aux termes de la Commission tripartite (quoiqu'avec un retard d'une année) et procurer aux Soviétiques une expérience pour couler un porte-avions. À cette époque, la guerre froide avait débuté et les Soviétiques étaient conscients du nombre et de l'importance des porte-avions dans l’U.S. Navy (la marine de guerre des États-Unis), porte-avions qui, dans l'éventualité d'une guerre réelle entre l'URSS et les États-Unis, seraient des cibles d'une grande importance stratégique. Un exercice pour couler des porte-avions constituait donc une expérience précieuse en 1947. L'exercice comporta à la fois un bombardement aérien, un tir d'artillerie et des tirs de torpilles. Après avoir été atteint de 24 bombes et projectiles d'artillerie, le navire était toujours à flot et il coula finalement après avoir été atteint de deux torpilles.

## Localisation
La position exacte de l'épave du Graf Zeppelin demeura inconnue pendant plusieurs décennies. Le 12 juillet 2006, un navire de la compagnie pétrolière polonaise Petrobaltic trouva une épave de 265 m de long près du port de Łeba (un reportage de la BBC parle de 55 km au nord de Władysławowo), qu'on supposa être celle du Graf Zeppelin. Le 26 juillet 2006, l'équipage du navire spécialisé ORP Arctowski de la marine polonaise entreprit d'examiner l'épave afin d'en confirmer l'identité et le lendemain la marine polonaise confirma que l'épave était bien celle du Graf Zeppelin. Elle repose par plus de 80 mètres sous la surface de l'eau,.